# 發明者悖論
發明者悖論是描述尋找解決辦法時會發生的一種現象。通常問題越特定，就會越容易解決；但有時候反而會反過來，解決一個較為通用的問題比較容易，再把問題縮限到原本較為特定的問題即可。在許多領域都可以見到發明者悖論，例如數學、程式設計、邏輯思考，以及其他需要批判性思考的領域。

## 由來
在怎樣解題這本書裡，波利亞·哲爾吉定義了發明者悖論：
更有野心的計劃可能會更多成功的機會。 […] 只要它不僅僅是猜測，而是對於既存的事實有真正的看法。——波利亞·哲爾吉，怎樣解題
或換句話說，如果想解決問題，可能必須要釐清整個問題的流程，所以不會是只解決這個問題。
當解決一個問題時，我們自然會想要盡量把多餘的變因和限制去除，但這麼做可能會製造出不可預見的難解因素。我們的目標通常是要尋找一個優雅且相對簡單的解決辦法來解決一個更廣的問題，這樣子才能夠再拉回原先的問題。
這就是發明者悖論：通常找一個通解會比一個特定問題解來得容易，因為通解常常會有比較簡單而清晰的設計，而且通常也會花更少的時間來解決。